# Кенес
Кенес или Кинез (на гръцки: Προάστειο, Προάστιο, на катаревуса: Προάστειον, Проастион, до 1926 година Κινέζ, Кинез) е бивше село в Гърция, дем Места (Нестос), административна област Източна Македония и Тракия, днес квартал на град Саръшабан. 

## География
Кенес е разположен южно от Саръшабан, на надморска височина от 10 метра.

## История

### В Османската империя
В XIX век Кенес е село в Саръшабанска каза на Османската империя. На австро-унгарската военна карта е отбелязано като Кенес (Kenes). Съгласно статистиката на Васил Кънчов („Македония. Етнография и статистика“) към 1900 година Кенесъ е турско селище и в него живеят 475 турци.

### В Гърция
В 1913 година селото попада в Гърция след Междусъюзническата война. През 20-те години на XX век турското му население се изселва по споразумението за обмен на население между Гърция и Турция след Лозанския мир и на негово място са заселени гърци бежанци.
Българска статистика от 1941 година показва 625 жители.
От преброяването от 1961 година се води част от Саръшабан.
Жителите произвеждат тютюн, пшеница и боб.
| Година    | 1913 | 1920 | 1928 | 1940 | 1951 | 1961 | 1971 | 1981 | 1991 | 2001 | 2011 | 2021 |
| --------- | ---- | ---- | ---- | ---- | ---- | ---- | ---- | ---- | ---- | ---- | ---- | ---- |
| Население | 375  | 399  | 425  | 627  | 906  |      |      |      |      |      |      |      |